# پرزبان طوقی
پرزبان طوقی(نام علمی: Pteroglossus torquatus) نام یک گونه از سرده پرزبان است.